# Maniac Magee
Maniac Magee es una TV movie de 2003 hecha por Nickelodeon, basada en el libro sobre el doceañero Jeffrey Lionel "Maniac" Magee, un huérfano fugitivo con muchos talentos extraordinarios y atléticos, que llega a una comunidad dividida por un conflicto racial. La película parece estar ambientada en la década de los 80 o poco después; el libro fue lanzado en 1990.

## Elenco
- Michael Angarano como Jeffrey Lionel "Maniac Magee" Magee.
- Kyla Pratt como Amanda Beale.
- Orlando Brown como Mars Bar Thompson.
- Rip Torn como George McNab.
- Jada Pinkett Smith como la narradora y adulta Amanda Beale.
- Melissa Bickerton como Dottie Freeze.

## Argumento
La película empieza con el doceañero Jeffrey Lionel "Maniac" Magee como un huérfano. Maniac puede correr extremadamente rápido sobre las vías del ferrocarril. Hector Street divide Two Mills por la raza: los negros en East End, y los blancos en West End. Las tensiones raciales son muy fuertes. Maniac está confuso por los perjuicios raciales; para él, la gente es simplemente gente - heterogéneos, pero con mucho en común, como la amabilidad y la crueldad..
Los padres de Jeffrey fueron muertos por un conductor ebrio justo después de que su padre le dijera que le enseñaría su infame "stopball". Después del funeral, una pareja le dice a Jeffrey que se venga con ellos. Manic se enseña a sí mismo a volar y aprende cómo correr.
Después de un año de correr, Jeffrey llega a Two Mills y rápidamente se hace amigo con la gente de ambos de la línea de una segregación no oficial. Entre ellos se encuentra una familia afroamericana con una niña llamada Amanda Beale, con quien él vive durante un tiempo. También conoce a James Down (conocido como "Manos") un jugador de fútbol impresionado por la velocidad, destreza y agilidad de Jeffrey.
Más tarde, la intolerancia racial con que se encuentra le hace darse cuenta a Jeffrey que la familia Beale es diferente a él.
Como resultado, Jeffrey, desconsolado, huye de Valley Forge y allí espera para morir. Dos chicos fugitivos le impidieron morir, Piper y Russell McNab, a quien soborna para que abandonen Valley Forge y vuelvan a casa. Mientras que están comiendo en un restaurante de pizza en Two Mills, aparece el hermano mayor de los chicos John. John es un matón alto que fue humillado en un partido de béisbol por Jeffrey, el único chico que podía golpear las bolas rápidas de John. Para devolver al dúo más joven, John perdona a Jeffrey y se lo lleva a casa. En la casa de los McNab, Jeffrey ve la gula, la miseria, el prejuicio racial, y la pereza.
Debido a los estragos que sufra por su única posición social -la de un sin techo-, Jeffrey abandona a los McNab y vaga por toda la ciudad, durmiendo donde puede y corriendo a su propio ritmo a través de las calles por las mañanas. Mientras él está corriendo, ve a Mars Bar otra vez, también corriendo por la mañana. Los dos corren juntos en silencio, conociéndose el uno al otro por sus miradas y no por sus palabras.
La película finaliza con un grupo de niños descubriendo que su amiga es la hija Maniac Magee, y tiene un hijo llamado Maniac Jr., y que Amanda se casó con Magee. La escena final muestra a Magee mayor lanzando la pelota a Junior.

## Diferencias con el libro
- Algunas partes del libro se cortaron, como aquella en que Mars Bar tiene una conversación con Maniac.

- En el libro, finaliza con Amanda recordando a Jeffrey y pidiéndole ser un residente permanente de la familia Beale.

- En el libro, Earl Grayson es un gran personaje. En la película, no aparece.

## Curiosidades
De acuerdon con una revista, en abril de 1994, Disney y Paramount Pictures dieron luz verde al guion de Magee con Elijah Wood interpretando a Jeffrey.  Obviamente, este lanzamiento nunca tuvo lugar, y el guion se dejó a un lado durante 8 años y medio.